# Kazimierz Oleksiński
Kazimierz Oleksiński (ur. 19 lutego?/1 marca 1796 w Grodnie, zm. 3 marca 1861 w Warszawie) – oficer wojsk Królestwa Polskiego, uczestnik powstania listopadowego, generał-major Armii Imperium Rosyjskiego.

## Życiorys
Urodził się w Grodnie 1 marca 1796 w rodzinie Franciszka i Marianny z d. Twardowskiej. W 1815 służył w Korpusie Kadetów i w następnych roku został konduktorem w Korpusie Inżynierów.
W 1817 awansował do stopnia podporucznika i służył w półbatalionie inżynierów w kompanii minerów i w 1819 awansował na porucznika. Brał udział w powstaniu listopadowym mimo swojej początkowej niechęci. Był członkiem radykalnego Towarzystwa Patriotycznego. Uczestniczył w wyprawie korpusu gen. A.Giełguda na Litwę i był internowany w Królewcu.
Po upadku powstania wstąpił w 1835 do Armii Imperium Rosyjskiego gdzie dosłużył stopnia generał-majora. Pracował w XIII Okręgu Komunikacji gdzie był inspektorem w Zarządzie oraz pomocnikiem i zastępcą naczelnika. Odznaczony był Orderem św. Anny 3 klasy oraz orderem św. Stanisława 3 klasy w 1851 i św. Stanisława 2 klasy w 1856 oraz był właścicielem majątku Oleksianka.
Żonaty był z Joanną Magdaleną Mołodecką z którą miał pięciu synów: Aleksandra, Walerego, Wojciecha, Apoloniusza i Kazimierza. Zmarł w Warszawie 3 marca 1861 i pochowany został w Latowiczu.